# Voto per approvazione

Su una scheda di approvazione, l'elettore può votare per qualsiasi numero di candidati.

Il voto per approvazione (inglese: approval voting) è un sistema di voto usato nelle elezioni, nelle quali il votante ha diritto a dare la propria preferenza a tutti i candidati che desidera. È utilizzato principalmente nelle elezioni in cui va deciso un solo eletto, però può essere esteso anche ad elezioni con più vincitori; tuttavia il voto per approvazione con più vincitori è caratterizzato da proprietà matematica differenti. Questo tipo di voto può essere considerata una forma primitiva di voto a punteggio, dove gli elettori possono scegliere tra sole due possibilità invece di un punteggio numerico: accettare o non accettare. 
Il voto per approvazione può essere comparato al voto di maggioranza relativa al quale sia stata tolta la regola di scarto dei voti in più. Il voto per approvazione non è affetto dal paradosso del Teorema dell'impossibilità di Arrow, in quanto non è un sistema in cui i voti vengono ordinati per preferenza.

## Storia
Il metodo fu descritto in un saggio del 1968 dall'astronomo Guy Ottewell e pubblicato per la prima volta nel 1977 con il titolo The Arithmetic of Voting ("L'aritmetica del voto"). Il termine "voto per approvazione" fu coniato per la prima volta da Robert J. Weber nel 1976, ma fu utilizzato pienamente nel 1977 e apparve per la prima volta in una pubblicazione nel 1978 ad opera dello scienziato politico Steven Brams e del matematico Peter Fishburn. Storicamente, qualcosa di simile al voto per approvazione fu utilizzato nella Repubblica di Venezia durante il XIII secolo e per le elezioni parlamentari in Inghilterra nel XIX secolo. Anche le Nazioni Unite impiegano un processo simile a questo metodo per eleggere il proprio Segretario Generale. Sebbene ne sia stata proposta l'introduzione in alcune nazioni (come gli Stati Uniti), correntemente non è utilizzato in alcuna elezione pubblica.

## Procedure
Ciascun votante può votare per quante opzioni desidera, al massimo una sola volta per opzione. Ciò equivale a dire che ciascun votante può "approvare" o "disapprovare" ogni opzione votando o non votando per essa, ed equivale anche a votare +1 o 0 in un sistema di voto a punteggio. L'opzione con il maggior numero finale di voti vince.

## Esempio

Esempio della votazione per la capitale del Tennessee

Immaginiamo che gli abitanti del Tennessee, uno stato degli Stati Uniti, stiano votando per decidere quale città sarà la loro capitale. La popolazione del Tennessee è concentrata intorno alle sue quattro città principali, che sono sparse in tutto il territorio dello stato. Per questo esempio, supponiamo che l'intero corpo elettorale viva in queste quattro città, e che ciascuno voglia che la capitale sia più vicina possibile al proprio luogo di residenza.
Le città candidate per essere capitale sono:
- Memphis, la maggiore città dello stato, con il 42% dei votanti, ma situata lontano dalle altre città
- Nashville, con il 26% dei votanti
- Knoxville, con il 17% dei votanti
- Chattanooga, con il 15% dei votanti

Secondo il criterio di preferenza prima descritto, le preferenze dei votanti si ripartiranno nel modo seguente:
| 42% dei votanti (vicino a Memphis)                  | 26% dei votanti (vicino a Nashville)                | 15% dei votanti (vicino a Chattanooga)              | 17% dei votanti (vicino a Knoxville)                |
| --------------------------------------------------- | --------------------------------------------------- | --------------------------------------------------- | --------------------------------------------------- |
| 1. Memphis 2. Nashville 3. Chattanooga 4. Knoxville | 1. Nashville 2. Chattanooga 3. Knoxville 4. Memphis | 1. Chattanooga 2. Knoxville 3. Nashville 4. Memphis | 1. Knoxville 2. Chattanooga 3. Nashville 4. Memphis |

Supponendo che i votanti abbiano votato per le loro due città preferite e che il Tennessee abbia 100 residenti, i risultati sarebbero i seguenti (una spiegazione più sofisticata del voto è descritta più avanti):
- Memphis: 42 voti totali
- Nashville: 68 voti totali (vince)
- Chattanooga: 58 voti totali
- Knoxville: 32 voti totali

### Possibilità di voto tattico
Il voto per approvazione supera il criterio della monotonicità, in quanto il voto per un candidato non abbassa mai la sua probabilità di vittoria. In realtà, non c'è mai una ragione per cui un votante voti tatticamente per un candidato X senza votare per tutti i candidati che preferisce rispetto allo stesso candidato X. Non è neanche mai necessario che un votante voti per un candidato meno gradito di X al fine di eleggere quest'ultimo. Perciò, dopo che un votante ha deciso sulle sue preferenze, deve solo decidere su quanti candidati voterà: nel caso di n candidati egli vota sui k candidati da lui preferiti, dove si deve decidere sul valore di k, con 0 < k < n (k = 0 o n è inutile in ogni caso). Se il votante pensa che i due candidati con il maggior numero di voti sono quelli che si trovano nelle posizioni p e q sulla sua lista di preferenze decrescenti con p < q, dovrebbe scegliere k tra p e q, cioè, votare per p ma non per q.
Poiché il voto per approvazione non offre un singolo metodo per esprimere le autentiche preferenze, ma piuttosto una pletora di metodi, i votanti sono incoraggiati ad analizzare le preferenze dei loro compagni di voto e ad utilizzare quell'informazione per decidere per quali candidati votare. Questa caratteristica del voto per approvazione rende difficile per i teorici prevedere come si svolgerà in pratica l'approvazione.
Una tattica possibile è che un votante approverà solo il candidato che corrisponde alla sua prima preferenza; questo renderà più difficile vincere per gli altri candidati. Se ogni elettore usa questa tattica, allora l'elezione si trasforma essenzialmente in un'elezione a maggioranza semplice, dove vince il candidato con la più ampia pluralità di sostenitori che lo abbiano scelto come prima preferenza. Nei paesi anglosassoni, il sistema elettorale a maggioranza semplice è spesso indicato con l'espressione first-past-the-post ("il primo oltre il palo"), coniata in analogia alle corse di cavalli, dove il vincitore della corsa è il primo a oltrepassare un particolare punto della pista, mentre tutti gli altri corridori perdono: in questo caso, infatti, winner takes all ("il vincitore prende tutto").
Un'altra tattica è di votare per ogni candidato che il votante preferisce rispetto al candidato principale, e di votare anche per il candidato principale se quel candidato è preferito al candidato attualmente al secondo posto (si veda anche sopra). Allorquando tutti gli elettori utilizzano questa tattica, c'è una buona probabilità che venga eletto il vincitore di Condorcet. Il voto per approvazione non riesce a soddisfare il criterio di Condorcet. È anche possibile che possa essere eletto un candidato che secondo il metodo di Condorcet dovrebbe essere perdente.
La tattica teoricamente ottimale è quella di votare per quei candidati che si preferiscono rispetto all'esito atteso dell'elezione (l'utilità media dei candidati ponderata per le loro probabilità di vittoria).
Nell'elezione dell'esempio precedente, se la città di Chattanooga è percepita come la rivale più forte di Nashville al ruolo di capitale del Tennessee, i votanti di Nashville voteranno soltanto per Nashville, perché è la candidata principale e non hanno alcuna alternativa preferita rispetto ad essa. I votanti di Chattanooga e di Knoxville ritireranno il loro appoggio a Nashville, la candidata principale, perché non l'appoggiano rispetto a Chattanooga. I nuovi risultati sarebbero:
- Memphis: 42
- Nashville: 68
- Chattanooga: 32
- Knoxville: 32

Se, tuttavia, Memphis fosse percepita come la rivale più forte, i votanti di Memphis ritirerebbero i loro voti da Nashville, mentre i votanti di Chattanooga e di Knoxville appoggerebbero Nashville davanti a Memphis. I risultati allora sarebbero:
- Memphis: 42
- Nashville: 58
- Chattanooga: 32
- Knoxville: 32

## Effetto sulle elezioni
L'effetto di questo sistema come misura per una riforma elettorale non è esente da critiche. I sostenitori del voto preferenziale come il FairVote - Center for Voting and Democracy sostengono che il voto per approvazione condurrebbe all'elezione di candidati di "minimo comun denominatore", che sono sgraditi a pochi e contemporaneamente graditi a pochi; questa caratteristica tuttavia potrebbe essere vista come una forza intrinseca di questo sistema contro la demagogia e a favore di una popolarità discreta. Uno studio realizzato dai sostenitori del voto per approvazione Steven Brams e Dudley R. Herschbach, pubblicato sulla rivista Science nel 2001, argomentava che il voto per approvazione era "più equo" del voto preferenziale secondo una serie di criteri. Sostenevano che un'analisi dettagliata mostra che l'esitazione di un votante ad appoggiare un candidato che per lui rappresenta il male minore nella stessa misura in cui appoggia il candidato di prima scelta, in realtà determina sull'elezione un effetto maggiore dei voti extra che ottiene il candidato di seconda scelta.
Uno studio  mostrò che il voto per approvazione non avrebbe determinato lo stesso risultato nel primo turno delle elezioni presidenziali francesi del 2002 (in cui si utilizzò il normale metodo del voto di maggioranza relativa). In quel caso, infatti, i vincitori furono Chirac e Le Pen, mentre il voto per approvazione avrebbe scelto Chirac e Jospin. Questo sembra un risultato più razionale, dal momento che Le Pen era un radicale che nel secondo turno perse rispetto a Chirac per un margine assai ampio.
Mentre il voto per approvazione nelle elezioni con un unico vincitore è immune dal rischio di clonazioni, un utilizzo indebito come metodo di elezione di squadre di candidati potrebbe produrre pareggi; questa situazione è chiamata il dilemma di Burr. "I problemi emersi nelle corse di candidati multipli nelle elezioni presidenziali statunitensi motivarono l'invenzione e l'appoggio moderni del voto per approvazione; ma in precedenza non si è riconosciuto che le prime quattro elezioni presidenziali (1788–1800) furono condotte utilizzando una variante del voto per approvazione. Quell'esperimento finì in modo disastroso nel 1800 con l'infame pareggio nel collegio elettorale tra Jefferson e Burr. Il pareggio (...) avvenne non tanto per un errore di calcolo quanto per la tensione della strategia insita nel voto per approvazione, che obbliga i due leader ad appellarsi agli stessi elettori per scegliere tra uno dei due in un drammatico confronto." Un confronto di questo tipo è chiamato nella letteratura anglosassone "gioco del pollo" (game of chicken), noto anche come "gioco del falco e della colomba" (hawk-dove game). Si tratta di un importante modello di conflitto a due giocatori nella teoria dei giochi. Il principio del gioco è che, sebbene ogni giocatore preferirebbe non cedere all'altro, nel caso in cui nessuno dei due effettivamente ceda, il risultato finale sarebbe il peggiore possibile per entrambi i giocatori.

## Altri temi e confronti
I sostenitori del voto per approvazione notano spesso che un'unica semplice scheda può essere utilizzata per scelte singole, multiple o negative. Richiede che il votante rifletta attentamente su chi o su che cosa accetta realmente, piuttosto che fidarsi di un sistema di accordi o compromessi basato su classificazioni o conteggi formali. I compromessi avvengono, ma sono espliciti e scelti dal votante, non dal conteggio delle schede.
Alcune caratteristiche del voto per approvazione includono:
- Diversamente dal metodo di Condorcet, dal voto preferenziale e da altri metodi che richiedono classificazioni dei candidati, il voto per approvazione non richiede cambiamenti significativi nel modello delle schede, nelle procedure o nelle attrezzature elettorali, ed è più facile da utilizzare e da capire per i votanti. Questo riduce i problemi legati alle schede sbagliate, ai risultati contestati e ai riconteggi.
- Fornisce meno incentivi alle "campagne elettorali negative" (ossia quelle basate esclusivamente sulla contestazione e sulla denigrazione delle idee degli avversari) di molti altri sistemi, attraverso lo stesso incentivo del voto preferenziale, del metodo di Condorcet e del metodo di Borda.
- Permette ai votanti di esprimere tolleranze ma non preferenze. Alcuni scienziati politici considerano tale aspetto come un importante vantaggio, specialmente dove scelte accettabili sono più importanti di scelte popolari.
- Ciascun votante può votare tante volte quante ne desidera, al massimo una sola volta per candidato. Ciò equivale a dire che ciascun votante può "approvare" o "disapprovare" ogni candidato votando o non votando per lui, ed equivale anche a votare +1 o 0 in un sistema di voto a punteggio.
- Si può rovesciare facilmente in un voto per disapprovazione quando viene sconfessata una scelta precedente, come è già richiesto in altri casi in politica (ad es. nella rielezione di rappresentanti).
- In elezioni controverse con una super-maggioranza di votanti che preferiscono ampiamente il loro candidato favorito su tutti gli altri, il voto per approvazione tende a ritornare al voto a maggioranza semplice. Alcuni votanti sosterranno solo il loro candidato preferito quando riterranno che gli altri candidati rappresentino compromessi di basso profilo.
- Il voto per approvazione non soddisfa il criterio della maggioranza assoluta, perché più di una persona può conquistare una maggioranza di voti. (Ciò richiede anche che una maggioranza più ampia approvi il vincitore.)

### Vincitori multipli
Il metodo del voto per approvazione si può estendere alle elezioni con vincitori multipli. Il modo più semplice di farlo è il voto per approvazione a blocchi, una semplice variante del  voto a blocchi, dove ciascun votante può selezionare un numero illimitato di candidati e  vincono i candidati con il maggior numero di voti di approvazione. Questo non assicura la rappresentanza proporzionale ed è soggetto al dilemma di Burr, insieme ad altri problemi. È stato esteso anche come voto per approvazione proporzionale, che cerca di massimizzare la soddisfazione complessiva con il risultato finale utilizzando il voto per approvazione. Questo primo sistema è stato chiamato minisum per distinguerlo dal minimax, un sistema che utilizza le schede di approvazione e mira ad eleggere la lista di candidati che differisce il meno possibile dalla scheda del votante meno soddisfatto.

### Sondaggio per approvazione
Il voto per approvazione può essere utilizzato anche per votare o per realizzare sondaggi su quesiti che consentono un numero variabile di vincitori.
Un chiaro esempio è la domanda circa i candidati che dovrebbero essere inclusi in un dibattito. In un sondaggio per approvazione la domanda più corretta da porre sarebbe: "Quali candidati vorrebbe vedere nel dibattito?" piuttosto che la solita domanda dei sondaggi: "Per chi voterebbe se le elezioni si svolgessero oggi?".
In un sondaggio di questo tipo, potrebbe essere fissata una soglia minima di accettazione. Ad esempio, un dibattito potrebbe includere tutti i candidati che abbiano un appoggio per approvazione superiore al 15%. Sarebbero necessarie regole speciali per garantire che passino almeno due candidati, probabilmente mediante la semplice inclusione di tutti i candidati.
Il vantaggio del sondaggio per approvazione è che i votanti non devono temere che esprimendo troppi voti danneggeranno i loro candidati preferiti. I votanti indecisi tenderanno a informarsi su più candidati all'inizio della campagna e andranno riducendo le loro preferenze via via che si avvicina il giorno delle elezioni.

### Relazione con l'efficacia delle scelte
La ricerca operativa ha mostrato che l'efficacia di una politica, e quindi di un leader che fissa diverse politiche, sarà  sigmoidalmente legata al livello di approvazione associato a quella politica o a quel leader. C'è un livello di accettazione al di sotto del quale l'efficacia è molto bassa e al di sopra del quale è molto alta. Più di un candidato potrebbe essere collocato nella regione efficace, o tutti i candidati potrebbero essere collocati nella regione inefficace. Il voto per approvazione tenta di assicurare che venga selezionato il candidato con la maggiore approvazione, massimizzando la possibilità che le politiche risultanti saranno efficaci.

## Tipi di schede
Le schede di approvazione possono essere almeno di quattro tipi, parzialmente distinti. Il tipo più semplice è una scheda bianca dove sono scritti a mano i nomi dei candidati appoggiati. Una scheda più strutturata contiene l'elenco di tutti i candidati e consente di tracciare un segno o una parola accanto ad ogni candidato appoggiato. Una terza scheda più analitica può elencare i candidati e dare due opzioni per ciascuno. (Le schede con le liste di candidati possono includere spazi per scrivere anche altri candidati.)
|  |  |  |  |

Tutte e quattro le schede sono intercambiabili. Le schede più strutturate possono aiutare i votanti ad esprimere voti più chiari, in modo da conoscere meglio tutte le loro opzioni. Il formato Sì/No può aiutare a rilevare un voto nullo quando un candidato non è contrassegnato e consentire al votante una seconda opportunità per confermare la correttezza dei segni apposti sulla scheda.